# Ґасьно (Мазовецьке воєводство)
Ґасьно (пол. Gaśno) — село в Польщі, у гміні Гостинін Ґостинінського повіту Мазовецького воєводства.
Населення — 158 осіб (2011).
У 1975-1998 роках село належало до Плоцького воєводства.

## Демографія
Демографічна структура станом на 31 березня 2011 року:
|          | Загалом | Допрацездатний вік | Працездатний вік | Постпрацездатний вік |
| -------- | ------- | ------------------ | ---------------- | -------------------- |
| Чоловіки | 78      | 16                 | 57               | 5                    |
| Жінки    | 80      | 12                 | 47               | 21                   |
| Разом    | 158     | 28                 | 104              | 26                   |